# Alegre Corrêa
Alegre Corrêa é um guitarrista, violonista e percussionista, compositor  e arranjador de música popular brasileira.

## Discografia
- Década das cores e dos sons - Best Of Alegre Correa
- Mauve
- Raízes
- Handmade
- Negro coração
- Infância
- Terra mágica
- Brasilianische Schrammeln
- Leme